# 伊佐美村
伊佐美村（いさみむら）は、かつて岐阜県山県郡にあった村である。
現在の山県市伊佐美に該当する。

## 歴史
- 江戸時代末期、当村は美濃国山県郡であり、天領であった。
- 1889年（明治22年）7月1日 - 町村制により、伊佐美村が発足。
- 1897年（明治30年）4月1日 - 赤尾村、椎倉村と合併し、桜尾村が発足。同日伊佐美村は廃止。

## 教育
- 桜嶺学校[1]（赤尾村・椎倉村と合同設置。現・山県市立桜尾小学校）